# Filó el Vell
Filó el Vell (Philon Senior, Φίλων) fou un escriptor grec esmentat per Flavi Josep, que l'enumera entre els autors pagans d'història jueva. L'anomena el Vell (ὁ πρεσβύτερος) per distingir-lo de Filó Jueu o el Jove.
Eusebi de Cesarea fa menció de cinc obscurs hexàmetres fets per un Filó, que podria ser aquest mateix personatge, i diu que els treu d'Alexandre Polihistor. Pel que diuen els versos es fa evident que narren part de la història jueva, i van ser escrits o bé per un jueu pagà, o per un pagà que coneixia les Escriptures jueves. Climent d'Alexandria l'esmenta també com a autor d'un llibre sobre història jueva. Hauria viscut probablement al segle i aC.